# مدرسه تجارت و علوم اجتماعی دانشگاه ارهوس
مدرسه تجارت و علوم اجتماعی دانشگاه ارهوس (به لاتین: Aarhus University) یک مدرسه کسب‌وکار در دانمارک است که در Aarhus Municipality واقع شده است.